# 푸른곰팡이
푸른곰팡이(학명: Penicillium)는 눈꽃동충하초강 푸른곰팡이속의 빗자루 모양의 분생자(分生子) 자루를 가진 곰팡이의 총칭이다.
빛깔은 일정하지 않아 청록색·녹색·황록색 등이 많고, 드물게 갈색·홍갈색의 것도 있다. 분생자 자루의 선단에 피아라이드라고 하는 구조가 생겨 그 선단에서 밀려나온 포자가 염주 모양으로 많이 배열되어 생긴다.
보통 자낭균류에 포함시키지만, 자낭이 없는 것도 적지 않으므로 정확하게는 불완전균류에 포함시켜며, 자낭이 있는 것만 탈라로미케스 또는 카르펜텔레스라고 한다.
일반 가정에서도 흔히 볼 수 있으며, 약 300종이 있다. 크리소게눔(P. chrysogenum) 등의 종은 페니실린이라는 항생물질을 특히 잘 생성하므로 이것으로 의약품을 만들고 있다. 또 톡시카리움(P. toxicarium)이나 이슬란디쿰(P. islandicum)은 동물에 유독한 물질을 생성하는 것으로 알려져 있어 동물 사료에서 문제가 된다.
푸른곰팡이의 특정 종류는 블루치즈 등의 발효음식을 만드는 데도 사용된다.

## 같이 보기
- 미코톡신
- 스트렙토미세스